# Чемпіонат Європи з легкої атлетики серед молоді 2023
Чемпіонат Європи з легкої атлетики серед молоді 2023 був проведений 12-16 липня в Еспоо.
Змагання з усіх дисциплін, крім спортивної ходьби, були проведені на стадіоні спортивного парку «Леппяваара». Траса ходьби була прокладена вулицями міста.
Рішення про надання фінському місту права провести чемпіонат було прийнято Радою Європейської легкоатлетичної асоціації 8 травня 2021.

## Призери

### Чоловіки
| Дисципліни                | Золото | Золото      | Срібло                                                                                                 | Срібло        | Бронза | Бронза        |
| ------------------------- | --- | ----------- | --- | ------------- | --- | ------------- |
| 100 метрів                | Джеремая Азу Велика Британія                                                                                            | 10,05       | Рафаель Бужу Нідерланди                                                                                | 10,17         | Пабло Матео Франція                                                                                          | 10,18         |
| 200 метрів                | Блессінг Афріфа Ізраїль                                                                                                 | 20,67       | Рафаель Бужу Нідерланди                                                                                | 20,68         | Тімоте Мументалер Швейцарія                                                                                  | 20,85         |
| 400 метрів                | Говард Бендтдаль Інгвальдсен Норвегія                                                                                   | 45,13       | Ліонель Шпітц Швейцарія                                                                                | 45,27 PB      | Аттіла Мольнар Угорщина                                                                                      | 45,36         |
| 800 метрів                | Яні Мез'ян Франція | 1.45,92     | Ітан Гассі Велика Британія                                                                             | 1.45,95       | Поль Ансельміні Франція                                                                                      | 1.45,99       |
| 1500 метрів               | Стефан Ніллессен Нідерланди                                                                                             | 3.43,45     | Мохамед Аттауї Іспанія                                                                                 | 3.43,63       | Самуель Пільстрем Швеція                                                                                     | 3.43,73       |
| 5000 метрів               | Чарльз Гікс Велика Британія                                                                                             | 13.35,07    | Ееміль Геландер Фінляндія                                                                              | 13.40,15 PB   | Вілл Барнікоут Велика Британія                                                                               | 13.45,24 PB   |
| 10000 метрів              | Рорі Леонард Велика Британія                                                                                            | 29.08,33    | Франческо Гуерра Італія                                                                                | 29.11,86      | Мігель Байдаль Іспанія                                                                                       | 29.14,91      |
| 110 метрів з бар'єрами    | Саша Зоя Франція | 13,31       | Лоренцо Нделе Сімонеллі Італія                                                                         | 13,36         | Ерванн Сінна Франція                                                                                         | 13,47 PB      |
| 400 метрів з бар'єрами    | Ісмаїл Незір Туреччина                                                                                                  | 49,19       | Берке Акчам Туреччина                                                                                  | 49,48 SB      | Оскар Едлунд Швеція                                                                                          | 49,57 PB      |
| 3000 метрів з перешкодами | Алехандро Кіхада Іспанія                                                                                                | 8.28,91 PB  | Етсон Барруш Португалія                                                                                | 8.32,08       | Баптіст Гійон Франція                                                                                        | 8.33,64       |
| 4×100 метрів              | ІталіяЕрік Марек Маттео Меллуццо Марко Річчі Джуніор Тардіолі Анджело Уліссе (забіг)                                    | 38,92 NU23R | ФранціяЖордан Жальсе Уго Серра Мохаммед Бадру Пабло Матео Едмілсон Варела (забіг) Орельєн Ларю (забіг) | 38,92 SB      | ПольщаІгор Богачинський Адам Лукомський Лукаш Жок Патрик Крупа Якуб Лемпах (забіг) Антон Бахорський (забіг)  | 39,06         |
| 4×400 метрів              | ІталіяЛука Зіто Ріккардо Мелі Франческо Доменіко Россі Лоренцо Бенаті Андреа Панасссіді (забіг) Маттео Раймонді (забіг) | 3.02,49     | ТуреччинаІльяс Чанакчі Кубілай Енчу Берке Акчам Ісмаїл Незір Ягіз Джанлі (забіг) Огюжан Кайя (забіг)   | 3.03,04 NU23R | Велика БританіяІтан Браун Броуді Янг Семюел Ріардон Едвард Фолдс Корі Айзек (забіг) Еммануель Аг'яре (забіг) | 3.03,12 SB    |
| Ходьба 20 кілометрів      | Пол Мак-Грат Іспанія | 1:21.03 PB  | Андреа Козі Італія                                                                                     | 1:23.02       | Єррі Йокінен Фінляндія                                                                                       | 1:24.41 NU23R |
| Стрибки у висоту          | Алі Ерен Унлю Туреччина                                                                                                 | 2,22        | Роман Петрук УкраїнаОлег Дорощук Україна                                                               | 2,19          | не вручалась                                                                                                 |               |
| Стрибки з жердиною        | Юхо Аласаарі Фінляндія                                                                                                  | 5,71 =NU23R | Робін Еміг Франція                                                                                     | 5,66          | Пол Хеуген Ліллефоссе Норвегія                                                                               | 5,66          |
| Стрибки в довжину         | Генрік Флотнес Норвегія                                                                                                 | 7,96 PB     | Сімон Батц Німеччина                                                                                   | 7,72          | Матьяш Немет Угорщина                                                                                        | 7,71          |
| Потрійний стрибок         | Сімон Гор Франція | 16,40 SB    | Габріель Валльмарк Швеція                                                                              | 16,24 SB      | Батухан Чакір Туреччина                                                                                      | 16,16         |
| Штовхання ядра            | Тіціан Лаурія Німеччина                                                                                                 | 19,80 PB    | Ерік Майгефер Німеччина                                                                                | 19,44 SB      | Мухамет Рамадані Косово                                                                                      | 19,20         |
| Метання диска             | Міколас Алекна Литва | 68,34 CR    | Маріус Каргес Німеччина                                                                                | 62,56         | Ясьєль Сотеро Іспанія                                                                                        | 61,69         |
| Метання молота            | Михайло Кохан Україна                                                                                                   | 77,21 SB    | Мерлін Гуммель Німеччина                                                                               | 75,61         | Зерен Клозе Німеччина                                                                                        | 73,70         |
| Метання списа             | Артур Фельфнер Україна                                                                                                  | 83,04 SB    | Топіас Лайне Фінляндія                                                                                 | 79,77         | Мікеле Фіна Італія                                                                                           | 77,23 PB      |
| Десятиборство             | Маркус Рут Норвегія | 8608 CR     | Сандер Скотхейм Норвегія                                                                               | 8561          | Свен Розен Нідерланди                                                                                        | 8128          |

### Жінки
| Дисципліни                | Золото                                                                                                | Золото        | Срібло                                                                                    | Срібло        | Бронза                                                                                | Бронза        |
| ------------------------- | --- | ------------- | ----------------------------------------------------------------------------------------- | ------------- | ------------------------------------------------------------------------------------- | ------------- |
| 100 метрів                | Нкетія Седо Нідерланди                                                                                | 11,22         | Богларка Такач Угорщина                                                                   | 11,30         | Мелісса Гутшмідт Швейцарія                                                            | 11,33         |
| 200 метрів                | Дельфін Нканса Іспанія                                                                                | 23,31         | Богларка Такач Угорщина                                                                   | 23,33         | Полінікі Еммануїліду Греція                                                           | 23,41         |
| 400 метрів                | Ємі Мері Джон Велика Британія                                                                         | 51,04 PB      | Генрієтте Єгер Норвегія                                                                   | 51,06 NR      | Кілі Годжкінсон Велика Британія                                                       | 51,76 PB      |
| 800 метрів                | Даніела Гарсія Іспанія                                                                                | 2.02,96       | Веєра Маттіла Фінляндія                                                                   | 2.03,14 PB    | Георгія-Марія Десполларі Греція                                                       | 2.04,14       |
| 1500 метрів               | Софі О'Салліван Ірландія                                                                              | 4.07,18 PB    | Сара Гілі Ірландія                                                                        | 4.07,36       | Шеннон Флокхарт Велика Британія                                                       | 4.08,37 PB    |
| 5000 метрів               | Меган Кіт Велика Британія                                                                             | 15.34,33      | Марія Фореро Іспанія                                                                      | 15.43,22      | Аміна Матауг Нідерланди                                                               | 15.50,83      |
| 10000 метрів              | Еліс Гудолл Велика Британія                                                                           | 33.16,45      | Сара Нестола Італія                                                                       | 33.17,51      | Аурора Бадо Італія                                                                    | 34.12,75      |
| 100 метрів з бар'єрами    | Дітаджі Камбунджі Швейцарія                                                                           | 12,68 CR      | Елена Карраро Італія                                                                      | 12,97         | Анна Тот Угорщина                                                                     | 12,97         |
| 400 метрів з бар'єрами    | Андреа Рут Норвегія                                                                                   | 55,78 SB      | Луїз Мараваль Франція                                                                     | 55,83 PB      | Лена Пресслер Австрія                                                                 | 55,94 NR      |
| 3000 метрів з перешкодами | Олівія Гюрт Німеччина                                                                                 | 9.26,98 CR    | Грета Карінаускайте Литва                                                                 | 9.30,96       | Марта Серрано Іспанія                                                                 | 9.41,47       |
| 4×100 метрів              | Велика БританіяКассі-Енн Пембертон Емі Гант Елісон Белл Алея Сіббонс                                  | 43,04 CR      | ФранціяІлларі Год Марі-Анж Рімлінже Жеміма Жозеф Памера Лосанж Лілу Мартіаль-Еуле (забіг) | 43,39 SB      | ШвейцаріяНаташа Куні Іріс Каліджурі Леоні Пуанте Мелісса Гутшмідт                     | 43,59 NU23R   |
| 4×400 метрів              | ФранціяЛеа Тері-Демарке Кассандра Делоне-Белльвілль Полін Торіль Луїз Мараваль Маріна Лассерр (забіг) | 3.30,60       | ШвейцаріяМішель Греблі Лена Вернлі Джулія Зенн Катя Губельман Алін Юілль (забіг)          | 3.30,62 NU23R | ІспаніяРосіо Арройо Берта Сегура Бланка Ервас Кармен Авілес Ана Харітаонандія (забіг) | 3.31,11 NU23R |
| Ходьба 20 кілометрів      | Полін Стей Франція                                                                                    | 1:31.17 NU23R | Александріна Міхай Італія                                                                 | 1:32.32 PB    | Камілль Мутар Франція                                                                 | 1:35.40       |
| Стрибки у висоту          | Олена Куліченко Кіпр                                                                                  | 1,91          | Панайота Досі Греція                                                                      | 1,89 PB       | Вікторія М'ясо Польща                                                                 | 1,87 SB       |
| Стрибки з жердиною        | Марі-Жулі Боннен Франція                                                                              | 4,50 SB       | Елін Векеманс Бельгія                                                                     | 4,45          | Кітті Фріле Фає Норвегія                                                              | 4,40 PB       |
| Стрибки в довжину         | Ларісса Япікіно Італія                                                                                | 6,93          | Майя Оскаг Швеція                                                                         | 6,73          | Тессі Ебоселе Іспанія                                                                 | 6,63          |
| Потрійний стрибок         | Марія Вісенте Іспанія                                                                                 | 14,21 SB      | Майя Оскаг Швеція                                                                         | 13,76         | Єссіка Кяхяря Фінляндія                                                               | 13,59         |
| Штовхання ядра            | Аліда ван Дален Нідерланди                                                                            | 18,32 SB      | Серена Вінсент Велика Британія                                                            | 16,93 PB      | Емілія Кангас Фінляндія                                                               | 16,75         |
| Метання диска             | Аліда ван Дален Нідерланди                                                                            | 56,77         | Езлем Беджерек Туреччина                                                                  | 55,38         | Лотта Флатум Норвегія                                                                 | 54,45         |
| Метання молота            | Сілья Косонен Фінляндія                                                                               | 73,71 CR      | Шарлотт Пейн Велика Британія                                                              | 69,22         | Айлін Кюн Німеччина                                                                   | 68,30         |
| Метання списа             | Еліна Дженго Греція                                                                                   | 60,73         | Гедлі Тугі Естонія                                                                        | 57,62         | Анні-Ліннеа Аланен Фінляндія                                                          | 56,67         |
| Семиборство               | Сага Ваннінен Фінляндія                                                                               | 6317          | Софі Доктер Нідерланди                                                                    | 6256          | Піппі Лотта Енок Естонія                                                              | 6002          |

## Медальний залік
| Місце               | Країна              | Золото | Срібло | Бронза | Загалом |
| ------------------- | ------------------- | ------ | ------ | ------ | ------- |
| 1                   | Велика Британія     | 7      | 3      | 4      | 14      |
| 2                   | Франція             | 6      | 4      | 5      | 15      |
| 3                   | Нідерланди          | 4      | 3      | 2      | 9       |
| 4                   | Іспанія             | 4      | 2      | 5      | 11      |
| 5                   | Норвегія            | 4      | 2      | 3      | 9       |
| 6                   | Італія              | 3      | 6      | 2      | 11      |
| 7                   | Фінляндія           | 3      | 3      | 4      | 10      |
| 8                   | Німеччина           | 2      | 4      | 2      | 8       |
| 9                   | Туреччина           | 2      | 3      | 1      | 6       |
| 10                  | Україна             | 2      | 2      | 0      | 4       |
| 11                  | Швейцарія           | 1      | 2      | 3      | 6       |
| 12                  | Греція              | 1      | 1      | 2      | 4       |
| 13                  | Ірландія            | 1      | 1      | 0      | 2       |
| 13                  | Бельгія             | 1      | 1      | 0      | 2       |
| 13                  | Литва               | 1      | 1      | 0      | 2       |
| 16                  | Ізраїль             | 1      | 0      | 0      | 1       |
| 16                  | Кіпр                | 1      | 0      | 0      | 1       |
| 18                  | Швеція              | 0      | 3      | 2      | 5       |
| 19                  | Угорщина            | 0      | 2      | 3      | 5       |
| 20                  | Естонія             | 0      | 1      | 1      | 2       |
| 21                  | Португалія          | 0      | 1      | 0      | 1       |
| 22                  | Польща              | 0      | 0      | 2      | 2       |
| 23                  | Австрія             | 0      | 0      | 1      | 1       |
| 23                  | Косово              | 0      | 0      | 1      | 1       |
| Загалом (24 збірні) | Загалом (24 збірні) | 44     | 45     | 43     | 132     |

## Виступ українців
До складу збірної України, яка була заявлена до участі в чемпіонаті, було включено 41 легкоатлета.
Із включених до складу збірної, на чемпіонаті виступили 36 спортсменів. Не вийшли на старт Андрій Атаманюк (3000 м з/п), Владислав Шепелєв (потрійний), Тетяна Чорновол (1500 м), Іванна Потапчук (1500 та 10000 м) та Марія Алєйнікова (висота).
| Чоловіки (19) | Чоловіки (19)                                                   | Чоловіки (19) | Чоловіки (19)     |
| Місце         | Атлет                                                           | Дисципліна    | Результат         |
| ------------- | --------------------------------------------------------------- | ------------- | ----------------- |
| 1             | Михайло Кохан                                                   | молот         | 77,21 SB          |
| 1             | Артур Фельфнер                                                  | спис          | 83,04 SB          |
| 2             | Роман Петрук                                                    | висота        | 2,19              |
| 2             | Олег Дорощук                                                    | висота        | 2,19              |
|               | Микола Рущак                                                    | ходьба 20 км  | 1:25.23 PB        |
|               | Андрій Васильєв                                                 | 100 м         | 10,41w (10,53)[a] |
|               | Олег Тикул                                                      | висота        | 2,10              |
| заб           | Микита Барабанов                                                | 400 м         | 47,15             |
| заб           | Вадим Кілко                                                     | 110 м з/б     | 14,77             |
| заб           | Ярослав Голубович                                               | 400 м з/б     | 51,84             |
| заб           | Руслан Наумов                                                   | 3000 м з/п    | 10.07,80          |
| заб           | Владислав Ємець Андрій Васильєв Олександр Сосновенко Ілля Попов | 4×100 м       | 40,01 SB          |
| кв            | Олександр Онуфрієв                                              | жердина       | 5,20              |
| кв            | Андрій Махаринський                                             | довжина       | 7,19              |
| кв            | Олексій Кирилін                                                 | диск          | 51,48             |
| —             | Тарас Корецький                                                 | ходьба 20 км  | DNF               |
| —             | Єгор Шелест                                                     | ходьба 20 км  | DQ                |

| Жінки (17) | Жінки (17)                                              | Жінки (17) | Жінки (17)          |
| Місце      | Атлетка                                                 | Дисципліна | Результат           |
| ---------- | ------------------------------------------------------- | ---------- | ------------------- |
|            | Марія Буряк                                             | 400 м з/б  | 56,92 PB            |
|            | Еріка Лукач                                             | спис       | 54,31               |
|            | Анна Орлова Світлана Жульжик Марія Буряк Тетяна Харащук | 4×400 м    | 3.36,60             |
| пф         | Тетяна Харащук                                          | 400 м      | 54,55 (54,06)[a]    |
| пф         | Ірина Будзинська                                        | 100 м з/б  | 13,34 PB            |
| пф         | Анісія Лочман                                           | 100 м з/б  | 13,91 (13,56 PB)[a] |
| заб        | Анна Орлова                                             | 400 м      | 54,20 PB            |
| заб        | Світлана Жульжик                                        | 800 м      | 2.09,75             |
| заб        | Уляна Рачинська                                         | 1500 м     | 4.20,70 PB          |
| заб        | Ярослава Ялисоветська                                   | 400 м з/б  | 1.00,37             |
| заб        | Тетяна Когут                                            | 3000 м з/п | 10.27,14            |
| кв         | Вероніка Крамаренко                                     | висота     | 1,77                |
| кв         | Вікторія Баранівська                                    | потрійний  | 12,95               |
| кв         | Аліна Лістунова                                         | довжина    | 5,94                |
| кв         | Анна Костенко                                           | потрійний  | 12,57               |
| кв         | Софія Ромасюк                                           | ядро       | 14,33               |
| кв         | Валерія Іваненко-Кириліна                               | молот      | 60,79               |
| заб        | Кристина Юрчук                                          | 100 м з/б  | DQ                  |

a  У дужках вказаний більш високий або «легальний» (з вітром, що не перевищував припустимої норми 2,0 м/с) результат, що був показаний на попередніх стадіях змагань.